# Hubie McDonough
Hubert Brian „Hubie“ McDonough (* 7. August 1963 in Manchester, New Hampshire) ist ein ehemaliger US-amerikanischer Eishockeyspieler, -trainer, -funktionär und -scout, der im Verlauf seiner aktiven Karriere zwischen 1982 und 2002 unter anderem 200 Spiele für die Los Angeles Kings, New York Islanders und San Jose Sharks in der National Hockey League (NHL) auf der Position des Centers bestritten hat. Darüber hinaus absolvierte McDonough weitere 882 Partien in der International Hockey League (IHL) und American Hockey League (AHL). Anschließend war er bis zum Sommer 2020 hauptsächlich als Funktionär in der Organisation der Los Angeles Kings tätig.

## Karriere
McDonough spielte zunächst vier Jahre von 1982 bis 1986 am Saint Anselm College in der zweiten Division der Eastern College Athletic Conference (ECAC) der National Collegiate Athletic Association (NCAA), ehe zur Saison 1986/97 ins Profilager wechselte und für die Flint Spirits in der International Hockey League (IHL) spielte.
Nachdem der ungedraftete Center auch die Spielzeit 1987/88 im Minor-League-Bereich bei den New Haven Nighthawks in der American Hockey League (AHL) verbracht hatte, nahmen ihn die Los Angeles Kings aus der National Hockey League (NHL) im April 1988 unter Vertrag. Diese setzten ihn in der Saison 1988/89 erstmals in vier Spielen in der NHL ein. Zur Saison 1989/90 schaffte der US-Amerikaner den endgültigen Sprung in den Kader der Kings, wurde jedoch zwei Monate in die Spielzeit hinein zu den New York Islanders transferiert, wohin er gemeinsam mit Ken Baumgartner im Tausch für Mikko Mäkelä wechselte. In New York spielte er die folgenden drei Spielzeiten sowohl im NHL-Kader als auch im Farmteam in der AHL. Im Sommer 1992 verkauften die Islanders McDonough an die San Jose Sharks ab, wo er seine letzten 30 NHL-Spiele absolvierte. Ab der Saison 1993/94 spielte McDonough ausschließlich in der IHL bei den San Diego Gulls, Los Angeles Ice Dogs und Orlando Solar Bears.
Nach der offiziellen Beendigung seiner aktiven Karriere am 26. Juli 1999 arbeitete er ein Jahr als Assistenztrainer bei den Orlando Solar Bears. Im Anschluss daran ein Jahr in der Funktion des Director of Hockey Operations. In selbiger Position stand er ab der Saison 2001/02 auch bei den Manchester Monarchs aus der AHL in einem Vertragsverhältnis, für die er in dieser Spielzeit noch einmal die Schlittschuhe schnürte und fünf Partien bestritt. Insgesamt füllte McDonough den Posten des Funktionärs in seiner Geburtsstadt Manchester 14 Jahre lang aus, ehe er ab dem Sommer 2015 für drei Jahre die gleichen Aufgaben bei den Ontario Reign übernahm. Zwischen 2018 und 2020 fungierte der US-Amerikaner als Scout für die Los Angeles Kings, ehe er sich endgültig aus dem Eishockeygeschäft zurückzog.

## Erfolge und Auszeichnungen
- 1986 NCAA East All-American Team
- 1993 IHL Second All-Star Team
- 1995 IHL Second All-Star Team

## Karrierestatistik
(Legende zur Spielerstatistik: Sp oder GP = absolvierte Spiele; T oder G = erzielte Tore; V oder A = erzielte Assists; Pkt oder Pts = erzielte Scorerpunkte; SM oder PIM = erhaltene Strafminuten; +/− = Plus/Minus-Bilanz; PP = erzielte Überzahltore; SH = erzielte Unterzahltore; GW = erzielte Siegtore; 1 Play-downs/Relegation; Kursiv: Statistik nicht vollständig)